# 1677 na ciência

## Nascimentos
| Data            | Nome            | Profissão                        | Nacionalidade   | Observações                 | Ref   |
| --------------- | --------------- | -------------------------------- | --------------- | --------------------------- | ----- |
| 18 de fevereiro | Jacques Cassini | astrónomo e geodesista           | Reino da França | m. 1756                     |       |
| 17 de setembro  | Stephen Hales   | fisiologista, químico e inventor | Inglaterra      | m. 1761 Medalha Copley 1739 | [ 1 ] |

## Mortes
| Data      | Nome         | Profissão  | Nacionalidade | Observações | Ref |
| --------- | ------------ | ---------- | ------------- | ----------- | --- |
| 4 de maio | Isaac Barrow | matemático | Inglaterra    | n. 1630     |     |